# Colere
Colere (lombardul: Còler) település Olaszországban, Lombardia régióban, Bergamo megyében. Lakosainak száma 1107 fő (2023. január 1.). Colere Vilminore di Scalve, Rovetta, Azzone, Castione della Presolana és Angolo Terme községekkel határos.

## Népesség
A település lakossága az elmúlt években az alábbi módon változott:
| Lakosok száma | 1127 | 1122 | 1107 |
|               | 2017 | 2018 | 2023 |